# Una familia con suerte
 (срп. Срећна породица) мексичка је хумористичка теленовела, продукцијске куће Телевиса, снимана током 2011. и 2012.

## Синопсис
Када Фернанда Пењалоса открије да има канцер, покушава да се убије, али живот јој спашава Панчо Лопез, сиромашни достављач поврћа коме је породица на првом месту. Фернанда ће убрзо упознати његову децу — Пепеа, Лупиту, Ану и Тему. Убрзо, Панчо и његова породица остају без крова над главом, па ће се уселити у Фернандину вилу, тада постају комшије породици Ирабијен, што им ствара гомилу проблема, али неочекиваних љубави.

## Глумачка постава

### Главне улоге
| Глумац:          | Улога:                                                     |
| ---------------- | ---------------------------------------------------------- |
| Арат де ла Торе  | Франциско Панчо Лопез Фернандез / Дамјан Корузера Пењалоза |
| Мајрин Виљануева | Ребека Тревињо Гарса                                       |

### Споредне улоге
| Глумац:            | Улога:                           |
| ------------------ | -------------------------------- |
| Луз Елена Гонзалес | Грасијела Торес                  |
| Данијела Кастро    | Хосефина Артеага                 |
| Серхио Сендел      | Висенте Ирабиен                  |
| Алисија Родригез   | Фернанда Пењалоза                |
| Пабло Лиле         | Хосе Пепе Лопез                  |
| Шерлин             | Ана Исабел Лопез Торес           |
| Алехандра Гарсија  | Гуадалупе Лопез                  |
| Алисија Маћадо     | Канделарија Канди де лос Анхелес |
| Дарел              | Куатемок Темо Лопез Торес        |
| Виолета Исфел      | Моника Риналди Варгас            |
| Лукас Веласкез     | Алехандро Обрегон                |
| Освалдо де Леон    | Томас Кампос                     |
| Марилуз Бермудез   | Карина Аризкорета                |
| Енрике Роћа        | Наполеон Виљареал                |
| Пабло Монтеро      | Пабло                            |
| Џеки Гарсија       | Фрида                            |
| Хорхе Аравена      | Себастијан                       |
| Алехандра Прокуна  | Лидија                           |
| Хорхе ван Ранкин   | Нико                             |
| Клаудија Гординез  | Елена Кампос                     |
| Марија Ракенел     | Сандра                           |
| Франциско Васкез   | Исауро                           |
| Хајде Навара       | Грегорија                        |
| Роберто Палазеулос | Мајк                             |
| Барбара Ислас      | Ирасема                          |